# Antje Mönning

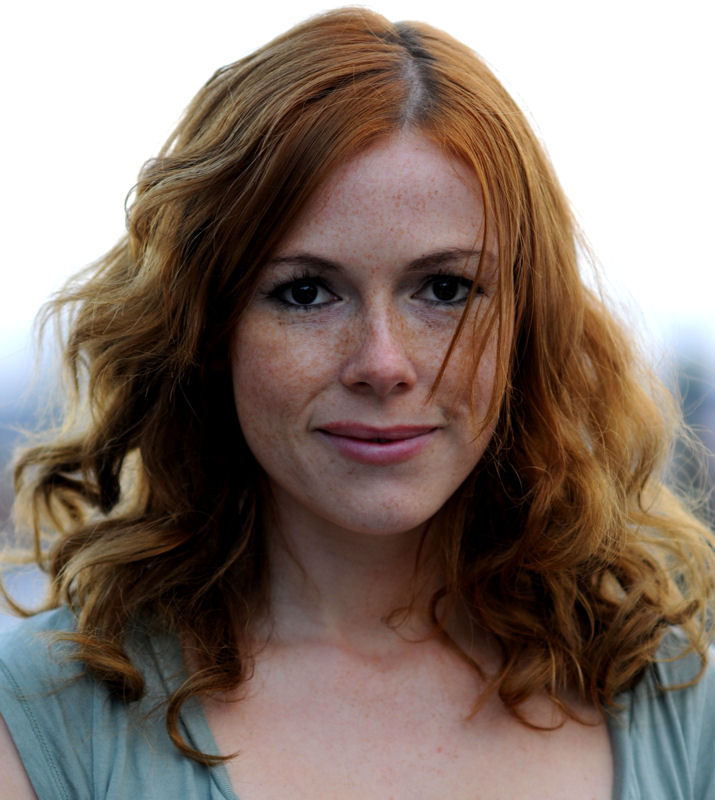
Antje Mönning (2008)

Antje Nikola Mönning (* 2. Februar 1977 in Münster) ist eine deutsche Schauspielerin, Autorin, Produzentin und Filmkomponistin.

## Leben
Antje Mönning begann mit 21 Jahren ihre Schauspielausbildung an der Schule Schauspiel München. Bereits während ihrer Ausbildung spielte sie in zahlreichen Kurzfilmen wie z. B. 2001 in der Produktion Liveschaltung der HFF München unter der Regie von Michael Dreher.
Ihre erste TV-Rolle hatte sie 2003 in der RTL-Krimiserie Die Wache unter der Regie von Michael Schneider. Danach folgten diverse weitere TV-Engagements. 2004 stand sie in einer durchgehenden Rolle in der RTL-Serie Das geheime Leben der Spielerfrauen (Ballgefühl) unter der Regie von Christine Wiegand vor der Kamera, 2005 für die Serie Die Familienanwältin unter der Regie von Richard Huber und 2006 folgte eine Episodenhauptrolle in der ZDF-Krimiserie SOKO Köln. Seit 1987 spielte Antje Mönning jedes Jahr an verschiedenen Theatern in der gesamten Bundesrepublik. Zu erwähnen ist hier insbesondere ihre Hauptrolle als „Bastian“ in der Opernfassung von Die unendliche Geschichte unter der Regie von Heinz Lukas-Kindermann am Stadttheater Trier im Jahre 2004 wie auch die Rolle eines naiven Dummchens in der Bühnenkomödie Amnesie, in der sie neben Petra Nadolny (Switch und Switch reloaded) und Lutz Reichert (Wie bitte?! und Tatort als Maier 2) von 2004 bis 2005 spielte. Von 2007 bis 2009 spielte Mönning die Rolle der Schwester Jenny in der ARD-Serie Um Himmels Willen.
Seit 2008 ist sie als Produzentin, Schauspielerin und Regieassistentin von Roland Reber bei wtp international GmbH, München tätig. 2009 koproduzierte sie den Kinofilm von Roland Reber Engel mit schmutzigen Flügeln, in dem sie auch die Hauptrolle übernahm. Der Film sorgte vor und während seiner Veröffentlichung für viel Medienrummel und wurde aufgrund vieler Sexszenen als der „Skandalfilm 2010“ tituliert. 2010 war sie Jurymitglied beim renommierten SITGES International Film Festival in Spanien. Sie koproduzierte den 2011 uraufgeführten Roland-Reber-Film Die Wahrheit der Lüge, in dem sie in der Hauptrolle der undurchsichtigen Verlegerin zu sehen ist. Kinostart war am 29. März 2012. Ebenfalls koproduzierte sie den Kinofilm Illusion, in dem sie in der Hauptrolle der Nikola zu sehen ist. Für diesen Film komponierte sie auch die Musik und war als Regieassistentin tätig.
Bei der wtp international-Produktion Der Geschmack von Leben (2017), die auf den 51. Hofer Filmtagen seine Weltpremiere feierte, sowie auf zahlreichen internationalen Festivals gezeigt wurde und Anfang 2018 in den deutschen Kinos zu sehen war, war sie auch am Drehbuch beteiligt. Sie spielte darin die Hauptrolle Nikki, deren Texte sie selbst geschrieben hat. Ebenso komponierte sie für den Film wieder die Musik.
Im Dezember 2018 veröffentlichte sie unter dem Künstlernamen „Schwester Antje“ ein Musikalbum namens „Ausgezogen“.
Nachdem Mönning sich im Juni 2018 auf einem Parkplatz vor zwei Zivilpolizisten entblößt hatte, wurde gegen sie ein Strafbefehl wegen Erregung öffentlichen Ärgernisses (§ 183a) erlassen. Mönning räumte den Sachverhalt ein, hat jedoch Einspruch eingelegt, da sie ihr Verhalten nicht als strafbar erachte; ihr Anwalt, Alexander Stevens, sah in Mönnings Handlung keine erhebliche sexuelle Handlung, wie sie die Rechtsprechung für eine Verurteilung nach § 183a StGB fordere. Eine Verurteilung nach § 183 ist ausgeschlossen, da er nur exibitionistische Handlungen von Männern unter Strafe stellt. Von dem Vorwurf sprach das Amtsgericht Kaufbeuren Mönning im Dezember 2018 frei und verurteilte sie lediglich wegen der Ordnungswidrigkeit „Belästigung der Allgemeinheit“ (§ 118) zu einer Geldbuße in Höhe von 300 Euro. Gegen das erstinstanzliche Urteil legte sie Sprungrevision zum Oberlandesgericht München ein.
Zuletzt erhielt sie mit ihrem satirischen Musikvideo Nippelalarm mediale Aufmerksamkeit, weil sie darin die Diskrepanz zwischen Gewaltdarstellungen einerseits und der Zensur weiblicher Brustwarzen andererseits in den sozialen Medien aufzeigt. Das Video, das von YouTube aufgrund der Darstellung weiblicher Nacktheit inzwischen gelöscht wurde und nun auf Vimeo zu sehen ist, wurde auf mehreren Filmfestivals gezeigt, so auf dem FEM FEST Rotterdam 2021 und auf dem Southport International Short Film Festival in England.
Antje Mönning lebte in einer Art Kommune bis zu dessen Tod mit Roland Reber und Mira Gittner im Raum München.
2023 erschien Mönnings Buch „Nicht normal“ ist ganz normal auf der Leipziger Buchmesse.
Außerdem tourte sie von 2023 bis 2024 mit Nackt- oder „oben ohne“- Lesungen aus ihrem Buch durch ganz Deutschland.
Im Juni 2023 gab sie ihren ersten Gastvortrag zum Thema „Sexualität und Gender“ an der TU München, Fachbereich Gesundheitswesen.

## Filmografie (Auswahl)
- 2008–2010: Um Himmels Willen (07x02–09x01)
- 2008: Um Himmels Willen – Weihnachten in Kaltenthal (Regie: Ulrich König)
- 2009: Engel mit schmutzigen Flügeln (Regie: Roland Reber)
- 2011: Die Wahrheit der Lüge (Regie: Roland Reber)
- 2013: Illusion (Regie: Roland Reber)
- 2018: Der Geschmack von Leben (Regie: Roland Reber)
- 2019: Roland Rebers Todesrevue (Regie: Roland Reber)